# Croix de Plaisance
La croix de Plaisance ou croix de Saint-Eutrope est une croix située à Plaisance, en France.

## Localisation
La croix est située sur la commune de Plaisance, dans le département français de l'Aveyron.

## Historique
L'édifice est classé au titre des monuments historiques en 1929.